# Malhação: Os Desatinados
Malhação: Os Desatinados é uma minissérie de televisão brasileira produzida e exibida pelo serviço de streaming Globoplay entre 3 de outubro a 7 de novembro de 2015, em 6 episódios, sendo um spin-off – uma obra derivada – da vigésima terceira temporada do seriado Malhação. Foi escrita por Emanuel Jacobina, Filipe Lisboa e Giovana Moraes.
Teve João Oliveira, Julia Konrad, Nicolas Prattes e Marcos Frota nos papéis principais.

## Enredo
A minissérie mostra como João (João Vithor Oliveira) conheceu Ciça (Julia Konrad), a evolução do relacionamento dos dois e a criação da banda Os Desatinados do colégio fictício Leal Brazil.

## Elenco
| Intérprete        | Personagem                |
| ----------------- | ------------------------- |
| João Oliveira     | João Alcântara            |
| Julia Konrad      | Ana Cecília Guerra (Ciça) |
| Nicolas Prattes   | Rodrigo Alcântara         |
| Marcos Frota      | Menelau Mello             |
| Laryssa Ayres     | Jéssica Ramos             |
| Giulia Costa      | Lívia Alcântara           |
| Ana Flavia Gavlak | Juliana                   |

## Contexto
Após a morte do personagem João Alcântara em Malhação: Seu Lugar no Mundo, os fãs da série fizeram um movimento nas redes sociais pedindo que a história do personagem continuasse. Outro ponto solicitado foi o de exibir Malhação aos sábados. A partir daí, a emissora original iniciou o processo de produção da minissérie para exibição no Globoplay.